# Attack of the Killer Tomatoes (1991)
Attack of the Killer Tomatoes — 2D-платформер, разработанный Imagineering и выпущенный в 1991 году для NES. Позже, в 1992 году, он был портирован на Game Boy. Эта версия — единственная, выпускавшаяся в Японии (опубликована Altron в 1993, название игры было сокращено до «Killer Tomato»).
Игра основана на детском мультфильме «Attack of the Killer Tomatoes: The Animated Series», который, в свою очередь, был основан на серии фильмов Attack of the Killer Tomatoes. Ещё одна игра «Attack of the Killer Tomatoes» была выпущена для Amstrad CPC, MSX и ZX Spectrum в 1986 году.

## Игровой процесс
Главный герой игры — Чад Финлеттер, мальчик, чья задача — остановить злого учёного Доктора Путрида Т. Гангрина, чтобы он не смог запустить свой Помидор Судного Дня. Во время путешествия ему приходится бороться с множеством мутировавших помидоров, так как другие жители Сан-Зуччини (города, где происходит действие) слишком напуганы, чтобы помочь ему.
Как и во многих платформерах того времени, основной метод уничтожения врагов — прыгнуть на них сверху и раздавить (или разбить на несколько более мелких врагов). В конце каждого уровня ждёт по боссу из числа приспешников злого учёного — Зултан, Бифстейк, Муммидор, Клык, Кетчук и Томачо.